# Dalby (Kerteminde)
Dalby is een plaats in de Deense regio Zuid-Denemarken, gemeente Kerteminde. De plaats telt 318 inwoners (2020). Het dorp ligt aan de voormalige spoorlijn Odense - Martofte. Het stationsgebouw is bewaard gebleven.